# 8. červenec
8. červenec je 189. den roku podle gregoriánského kalendáře (190. v přestupném roce). Do konce roku zbývá 176 dní. Svátek má Nora.

## Události

### Česko
- 1337 – Král Jan Lucemburský se (již na jedno oko osleplý) vydal na požádání francouzského krále Filipa VI. pomoci Francii ve válce s Anglií. Království jako kancléř spravoval Pertold z Lipé.
- 1420 – Čtyři husitské pražské artikuly vyhlášeny
- 1443 – V Kutné Hoře proběhlo „hádání“, tzn. synoda mezi táborskými a stranou Jana Rokycany o sporných církevních otázkách.
- 1547 – Pražané po porážce stavovského povstání kapitulovali, na šest set měšťanů bylo odsouzeno ke konfiskaci majetku a ztrátě privilegií.
- 1619 – Direktorium, orgán českých stavů, svolalo do Prahy generální sněm, aby uzavřelo konfederaci stavů zemí Koruny české a Rakouska
- 1844 – Před Poříčskou branou v Praze vypukly srážky mezi dělníky a vojskem, způsobené nespokojeností se mzdami. Následovaly výtržnosti v centru a útoky na Židy a rabování jejich obchodů.
- 1866 – Po bitvě u Hradce Králové vjelo do Prahy pruské vojsko.
- 1876 – Na zámku v Zákupech u České Lípy se setkali ruský car Alexandr II. Nikolajevič a císař František Josef I. Výsledkem byla dohoda o společném postupu ohledně protitureckého povstání v Bosně a Hercegovině (začalo roku 1875).
- 1908 – Rudolf Těsnohlídek nastupuje do brněnské redakce Lidových novin, je pověřen vedením rubriky Soudní síň.
- 1919 – Po včerejším odstoupení vlády Karla Kramáře byla jmenována nová vláda v čele s Vlastimilem Tusarem, tzv. rudozelená koalice, se skládala ze sociálních demokratů, socialistů a agrárníků.
- 1973 – Státní tajemník USA W. Rogers zahájil návštěvu ČSSR; při ní byla podepsána konzulární úmluva a byla zahájena jednání o majetkoprávních vztazích.
- 1992 – Zahájeno druhé kolo první vlny kupónové privatizace.
- 1997 – NATO pozvala Česko, Maďarsko a Polsko ke vstupu do aliance v roce 1999.
- 2008 – Americká ministryně zahraničí Condoleezza Riceová a její český protějšek Karel Schwarzenberg podepsali v Praze smlouvu o umístění americké radarové základny na území České republiky
- 2014 – Sebevražedný atentátník zabil nedaleko základny Bagrám v Afghánistánu čtyři české vojáky a jednoho zranil. Ten posléze zraněním podlehl.

### Svět
- 1497 – Vasco da Gama vyplul na první přímou evropskou výpravu do Indie.
- 1630 – V Pomořanech se vylodila švédská armáda, čímž začala tzv. švédská válka.
- 1709 – Bitva u Poltavy: Ruský car Petr I. porazil švédského krále Karla XII.
- 1758 – Sedmiletá válka, francouzsko-indiánská válka: markýz de Montcalm porazil několikanásobně silnější britskou armádu v bitvě u Carillonu.
- 1777 – Vermont se stal prvním americkým státem, který zrušil otroctví
- 1865 – Kazatel William Booth zakládá v Londýně církev a charitativní organizaci Armádu spásy
- 1889 – Vyšlo první číslo novin The Wall Street Journal.
- 1937 – Turecko, Irák, Írán a Afghánistán podepsali Saadabadský pakt o garanci státních hranic a koordinaci zahraniční politiky.
- 1958 – LP deska z Brodwayského muzikálu Oklahoma! se stala první deskou, která obdržela tzv.Zlatou desku, to je označení, které uděluje Recording Industry Association of America za milión prodaných nosičů.
- 1969 – Thor Heyerdahl na svém slámovém voru Ra II přistál v Barbadosu po 57 dnech, co vyplul z Maroka
- 1976 – Byla založena Evropská lidová strana.
- 2003
  - Wikipedie se rozšířila o hebrejskou a maďarskou verzi.
  - Odstartovala sonda Opportunity, kterou NASA vyslala na cestu k Marsu.
- 2011 – Poslední let raketoplánů (Atlantis) a po přistání ukončení vesmírného programu Space Shuttle.
- 2016 – Pět amerických policistů bylo zastřeleno během demonstrace hnutí Black Lives Matter v texaské metropoli Dallasu. Střelec byl policií zabit o několik hodin později.

## Narození
Viz též Kategorie:Narození 8. července — automatický abecedně řazený seznam.

### Česko

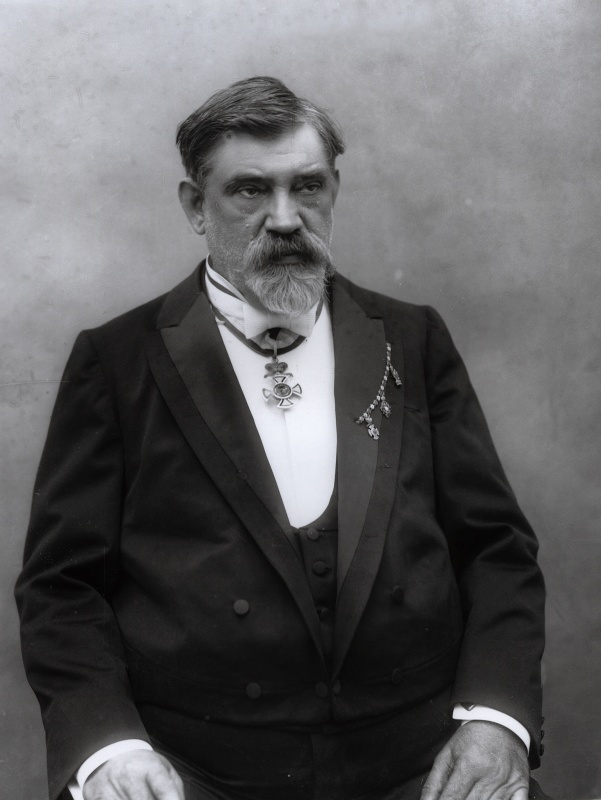
František Křižík (* 1847)

- 1313 – Markéta Lucemburská, bavorská vévodkyně, nejstarší dcera Jana Lucemburského a Elišky Přemyslovny († 11. července 1341)
- 1514 – Cyprián Karásek Lvovický, astronom, matematik a astrolog († 1574)
- 1722 – Jan Kryštof z Blümegenu, moravský zemský hejtman († 5. října 1802)
- 1786 – Evžen Vratislav z Mitrovic, šlechtic († 17. února 1867)
- 1808 – Hynek Zátka, podnikatel a politik († 26. března 1886)
- 1822 – Jan Vlk, právník, buditel a básník († 31. července 1896)
- 1824 – Karel III. Schwarzenberg, rakouský voják a český politik († 1904)
- 1834 – Antonín Randa, právník, rektor Univerzity Karlo-Ferdinandovy v Praze, politik († 6. října 1914)
- 1840 – Richard Jahn, průmyslník († 30. listopadu 1918)
- 1847 – František Křižík, vynálezce a podnikatel († 22. ledna 1941)
- 1851 – František Šulc, papežský komoří († 24. března 1921)
- 1868 – Karel Viškovský, politik († 20. listopadu 1932)
- 1874 – Josef Keibl, československý politik německé národnosti († ?)
- 1878 – Max Hoffmann, československý politik německé národnosti († ??)
- 1884 – Josef Gruss, sportovec, lékař, sportovní funkcionář a organizátor, vysokoškolský pedagog a publicista († 28. května 1968)
- 1891 – Josef Hora, spisovatel a překladatel († 21. června 1945)
- 1893 – Josef Novák, vojenský a zkušební pilot († 3. ledna 1934)
- 1895 – Antonín Kolek, pedagog, historický beletrista († 19. července 1983)
- 1904 – František Zelenka, architekt grafik, jevištní a kostýmní výtvarník († 19. října 1944)
- 1921 – Felix Holzmann, komik († 13. září 2002)
- 1922 – Jan Panenka, klavírista († 12. července 1999)
- 1924 – Šárka Štembergová-Kratochvílová, herečka († 22. května 2005)
- 1925 – Jiří Ruml, politik a novinář († 20. února 2004)
- 1938 – Karel Sklenář, archeolog a historik
- 1943 – Joe Kučera, jazzový saxofonista a flétnista
- 1949
  - Jan Knap, malíř
  - Jaroslav Jurka, sportovní šermíř
- 1952 – Josef Tejkl, divadelní režisér, herec, dramatik, scénograf († 4. dubna 2009)
- 1954
  - František Hanáček, malíř
  - Renée Nachtigallová, herečka
- 1957 – Ludvík Němec, spisovatel
- 1959 – Petr Kotvald, zpěvák
- 1975 – Tereza Bebarová, herečka a dabérka
- 1986 – Lucie Hadašová, Česká Miss 2007

### Svět

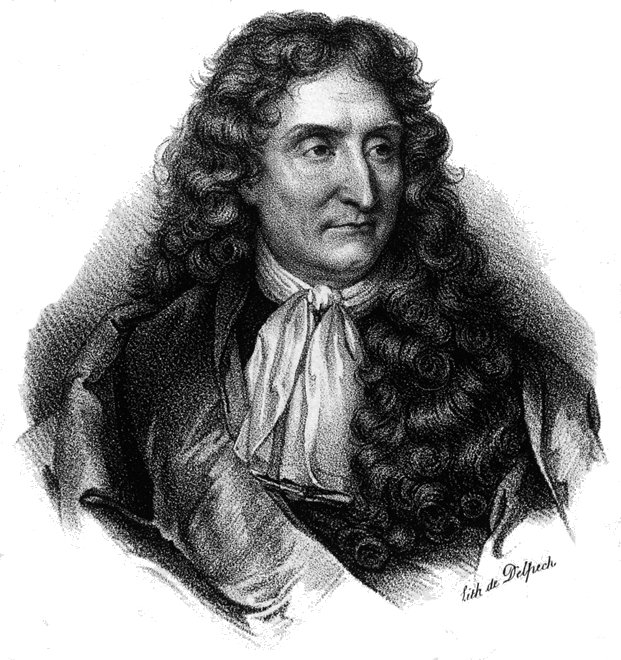
Jean de La Fontaine (* 1621)

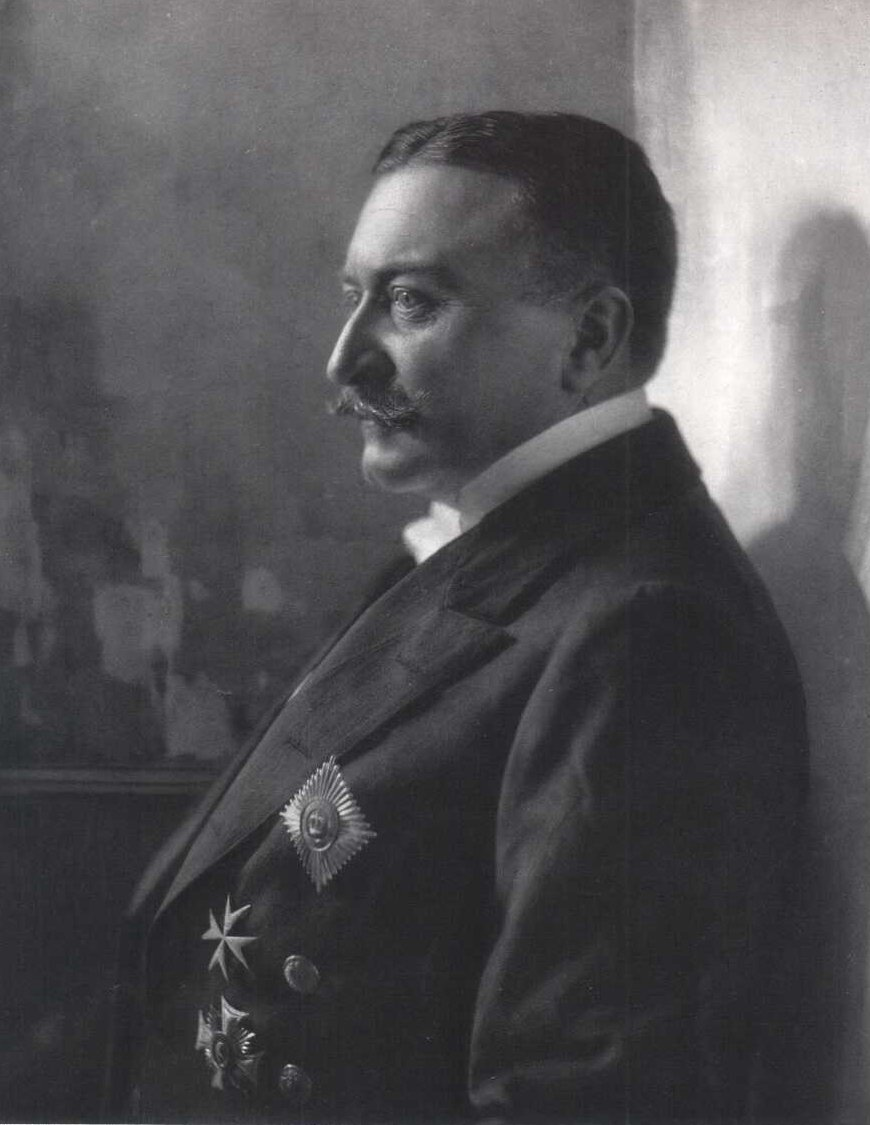
Ferdinand von Zeppelin (* 1838)

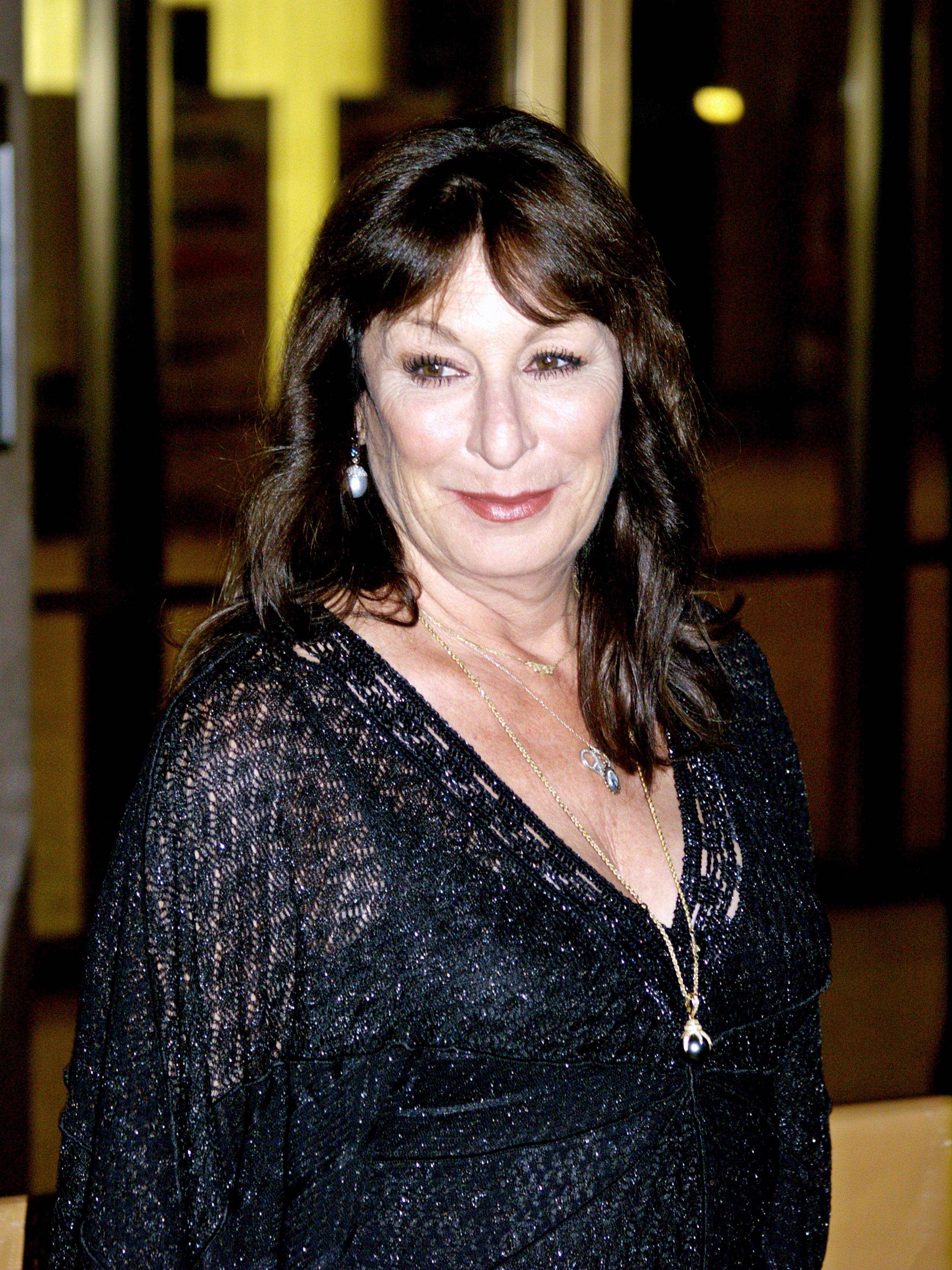
Anjelica Hustonová (* 1951)

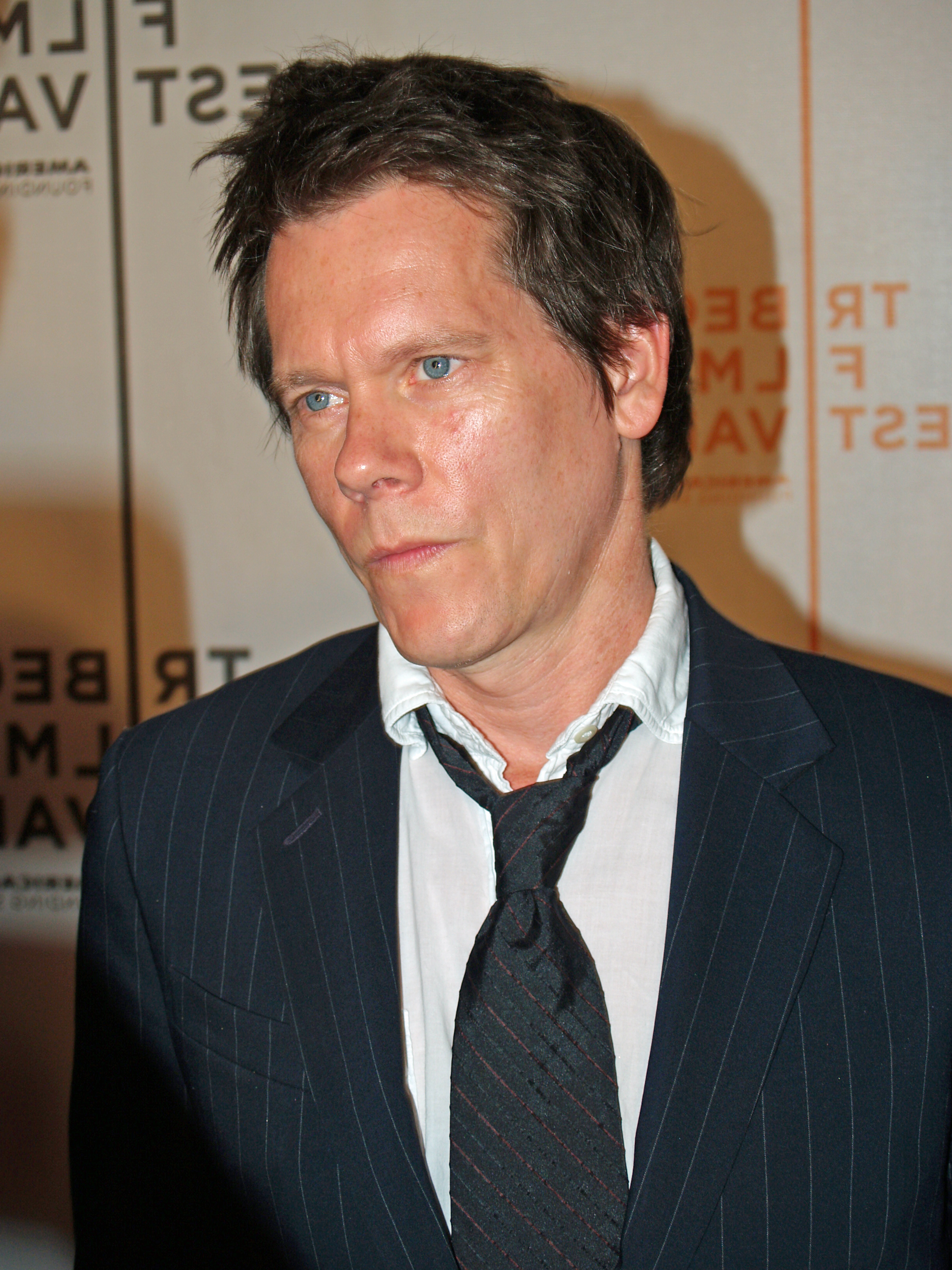
Kevin Bacon (* 1958)

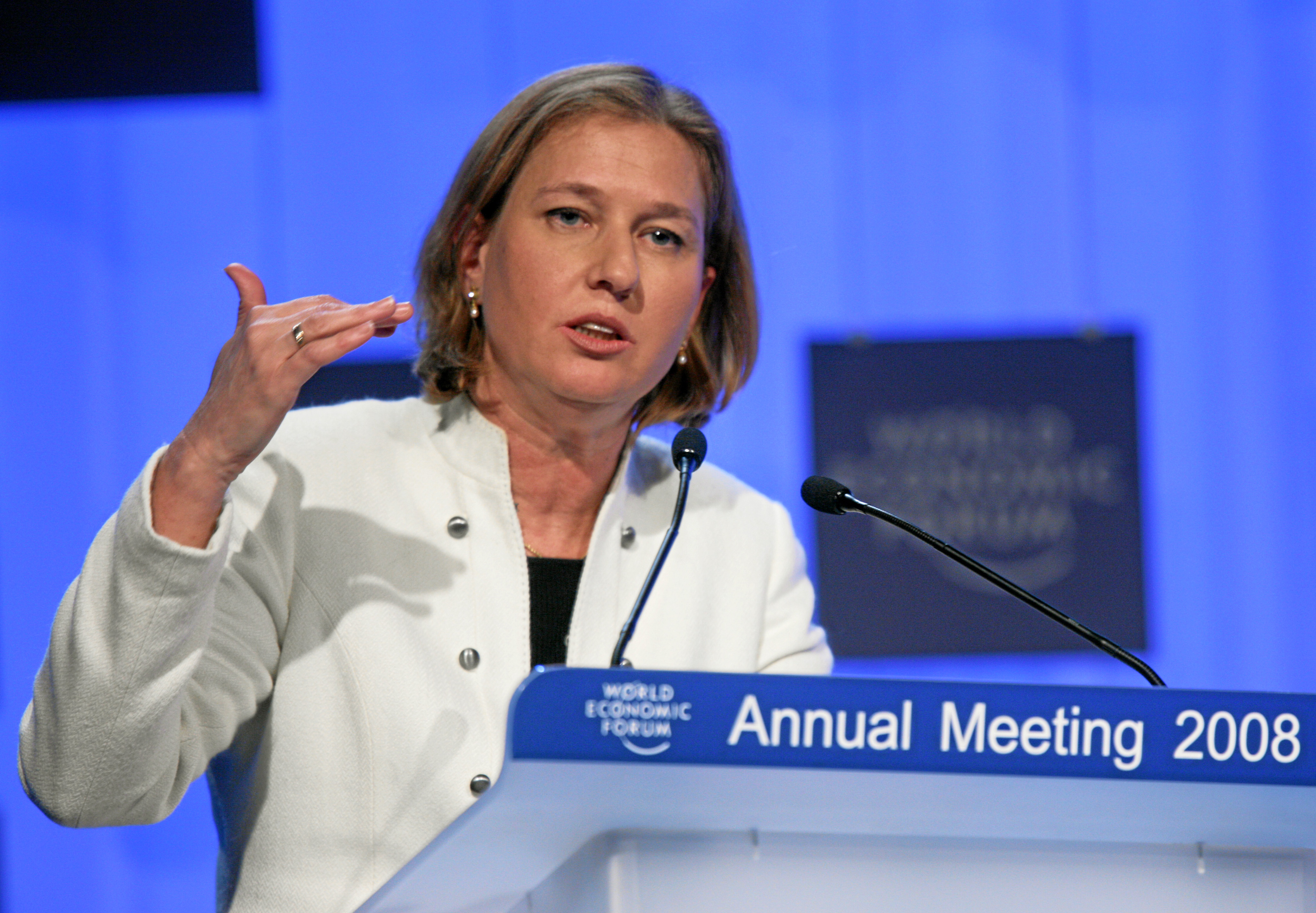
Cipi Livniová (* 1958)

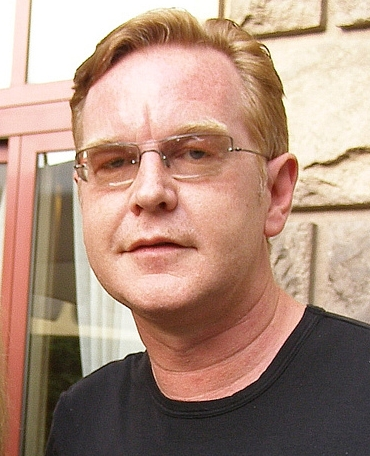
Andrew Fletcher (* 1961)

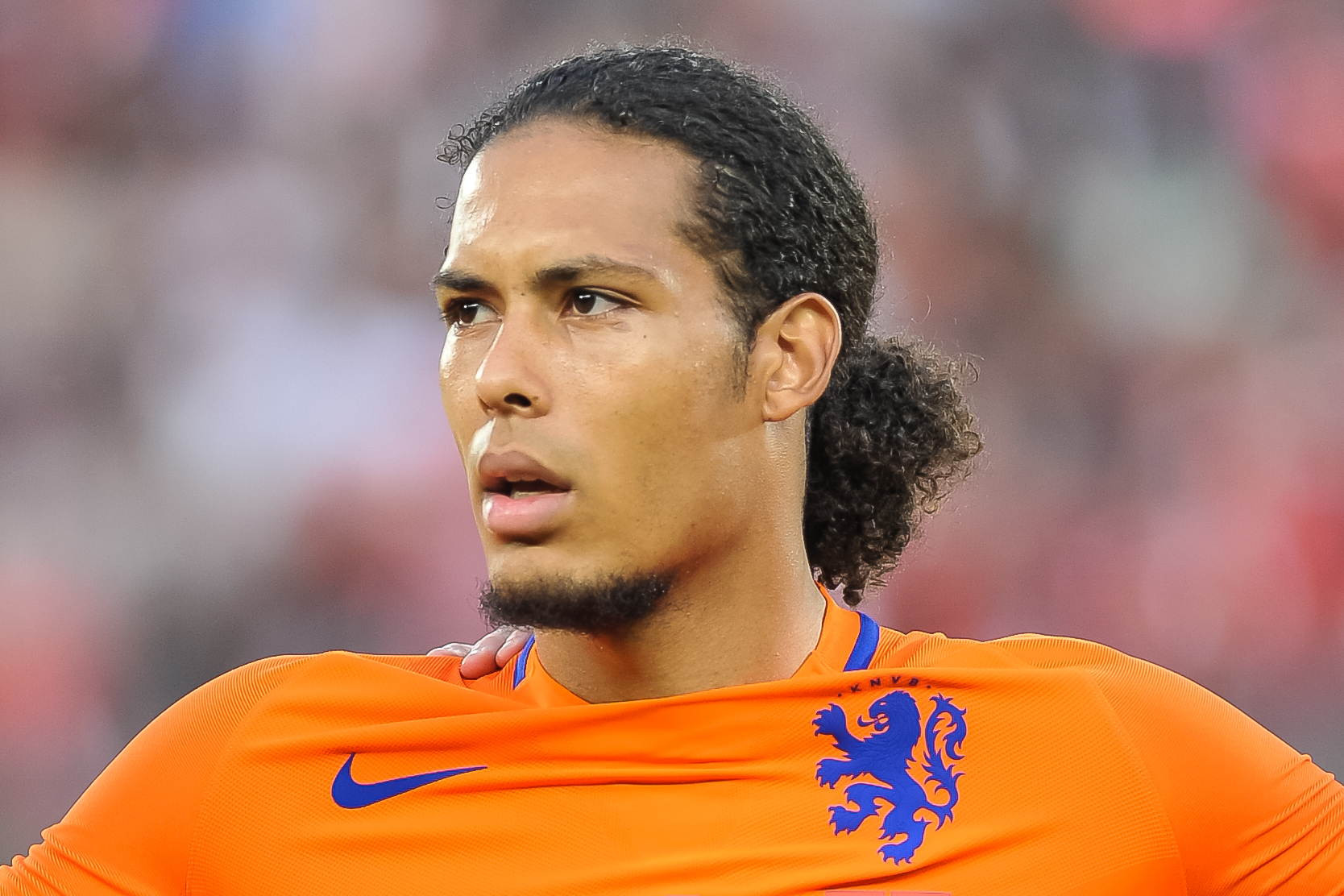
Virgil van Dijk (* 1991)

- 1545 – Karel Španělský, nejstarší syn španělského krále Filipa II. († 24. července 1568)
- 1593 – Artemisia Gentileschiová, italská barokní malířka († 1653)
- 1621 – Jean de La Fontaine, francouzský bajkář († 1695)
- 1648 – Frances Stewartová, anglická aristokratka, pověstná svou krásou († 15. října 1702)
- 1724 – Jan Nepomuk Karel z Lichtenštejna, lichtenštejnský kníže († 22. prosince 1748)
- 1760 – Christian Kramp, francouzský matematik († 13. května 1826)
- 1766 – Dominique Jean Larrey, francouzský vojenský lékař a chirurg († 25. července 1842)
- 1767 – Pavel Vasiljevič Čičagov, ruský admirál († 1. září 1849)
- 1803 – Karl Gützlaff, německý sinolog († 9. srpna 1851)
- 1808 – George Robert Gray, anglický zoolog († 6. května 1872)
- 1809 – Ljudevit Gaj, chorvatský politik a spisovatel († 20. dubna 1879)
- 1817 – Andrej Ľudovít Radlinský, slovenský kněz, fyzik, jazykovědec, pedagog († 26. dubna 1879)
- 1826 – Friedrich Chrysander, německý hudební vědec († 3. září 1901)
- 1831 – John Stith Pemberton, lékárník, vynálezce Coca-Coly († 16. srpna 1888)
- 1836 – Joseph Chamberlain, anglický politik († 1914)
- 1838 – Hrabě Ferdinand von Zeppelin, německý vynálezce a podnikatel († 1917)
- 1839 – John D. Rockefeller, americký průmyslník († 23. května 1937)
- 1840 – Heinrich von Angeli, rakouský malíř († 21. října 1925)
- 1846 – Klotylda Sasko-Kobursko-Gothajská, saská princezna a rakouská arcivévodkyně († 3. června 1927)
- 1851 – Arthur Evans, britský archeolog († 1941)
- 1857 – Alfred Binet, francouzský psycholog († 18. října 1911)
- 1864 – F. Holland Day, americký malíř († 12. listopadu 1933)
- 1867 – Käthe Kollwitzová, německá sochařka a malířka († 22. dubna 1945)
- 1870 – Robert Macalister, irský archeolog († 26. dubna 1950)
- 1878 – Edgar Dacqué, německý paleontolog († 14. září 1945)
- 1880 – Henri Donnedieu de Vabres, francouzský právník a soudce († 1952)
- 1884 – Bernard Parker Haigh, britský inženýr a profesor aplikované mechaniky († 18. ledna 1941)
- 1885 – Ernst Bloch, německý filozof († 1977)
- 1892 – Dion O'Banion, irsko-americký gangster († 10. listopadu 1924)
- 1893 – Fritz Perls, americký psycholog († 14. března 1970)
- 1894 – Pjotr Leonidovič Kapica sovětský fyzik, nositel Nobelovy ceny za fyziku (1978), († 8. dubna 1984)
- 1895 – Igor Jevgeněvič Tamm, sovětský fyzik, Nobelova cena 1958 († 12. dubna 1971)
- 1901 – Franz Zwilgmeyer, německý právník a sociolog († 25. května 1995)
- 1906 – Philip Johnson, americký architekt († 25. ledna 2005)
- 1907 – Oleh Olžyč, ukrajinský básník († 10. června 1944)
- 1908
  - Louis Jordan, americký jazzový hudebník a skladatel († 4. února 1975)
  - Nelson Rockefeller, americký státník a politik († 26. ledna 1979)
- 1914 – Billy Eckstine, americký jazzový zpěvák († 8. března 1993)
- 1918 – Jakobína Sigurðardóttir, islandská spisovatelka († 29. ledna 1994)
- 1919 – Walter Scheel, prezident Západního Německa († 24. srpna 2016)
- 1921
  - John Money, americký psycholog a sexuolog († 7. července 2006)
  - Edgar Morin, francouzský filosof a sociolog
- 1923
  - Harrison Dillard, americký sprinter, čtyřnásobný olympijský vítěz († 15. listopadu 2019)
  - Didier Anzieu, francouzský psychoanalytik († 25. listopadu 1999)
- 1925 – Marco Cé, italský kněz, benátský patriarcha a kardinál († 12. května 2014)
- 1933 – Peter Orlovsky, americký básník († 30. května 2010)
- 1935 – Vitalij Sevasťjanov, sovětský konstruktér a kosmonaut († 2010)
- 1938
  - Vojtech Masný, slovenský fotbalista, reprezentant Československa
  - Bob Alcivar, americký hudebník, hudební producent a skladatel
- 1940 – Roy Babbington, britský kontrabasista a baskytarista
- 1945 – Micheline Calmyová-Reyová, prezidentka Švýcarska
- 1947 – Kim Darby, americká herečka a zpěvačka
- 1951 – Anjelica Huston, americká herečka
- 1952 – Ulrich Wehling, německý sdruženář, držitel tří zlatých olympijských medailí
- 1953 – Ferenc Kocsis, maďarský zápasník, olympijský vítěz
- 1954
  - David Aaronovitch, britský novinář, hlasatel a spisovatel
  - Ricky Skaggs, legendární americký bluegrassový zpěvák
- 1958
  - Kevin Bacon, americký herec
  - Cipi Livni, izraelská politička a bývalá ministryně
- 1961 – Andrew Fletcher, anglický hudebník, člen Depeche Mode
- 1962 – Joan Osborne, americká písničkářka
- 1963 – Robert Ctvrtlik, americký volejbalista
- 1966 – Hagai Shaham, izraelský houslista
- 1970 – Beck, americký hudebník a zpěvák
- 1976 – Grettell Valdéz, mexická herečka
- 1977 – Wang Zhizhi, čínský basketbalista
- 1981
  - Ashley Blue, americká pornoherečkou
  - Anastasija Myskinová, ruská tenistka
- 1985 – Jamie Cook, britský hudebník, člen skupiny Arctic Monkeys
- 1989
  - Jarden Džerbiová, izraelská judistka
  - Mélissa Le Nevé, francouzská sportovní lezkyně
- 1990
  - Kevin Trapp, německý fotbalový brankář
  - Quedjau Nhabali, ukrajinský judista
- 1991
  - Matúš Mikuš, slovenský fotbalista
  - Patrik Šimko, slovenský fotbalista
  - Virgil van Dijk, nizozemský fotbalista
- 1992
  - Sandi Morrisová, americká atletka, tyčkařka
  - Sky Ferreira, americká zpěvačka, modelka, skladatelka a herečka
  - Son Hung-min, jihokorejský fotbalista
  - James Lowe, irský ragbista
- 1993 – Ergys Kaçe, albánský fotbalista
- 1998 – Maya Hawke, americká herečka a modelka

## Úmrtí
Viz též Kategorie:Úmrtí 8. července — automatický abecedně řazený seznam.

### Česko

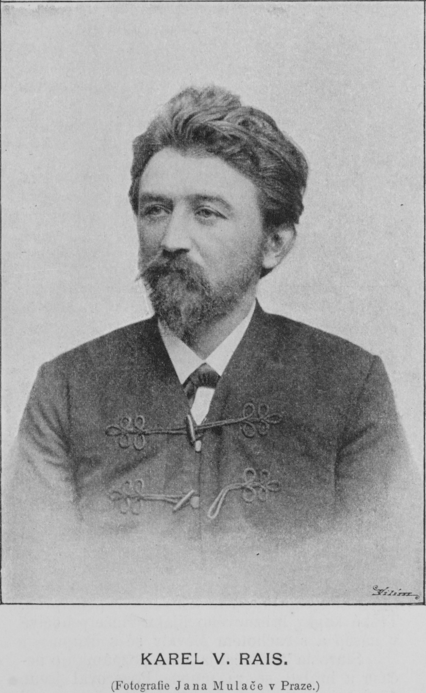
Karel Václav Rais († 1926)

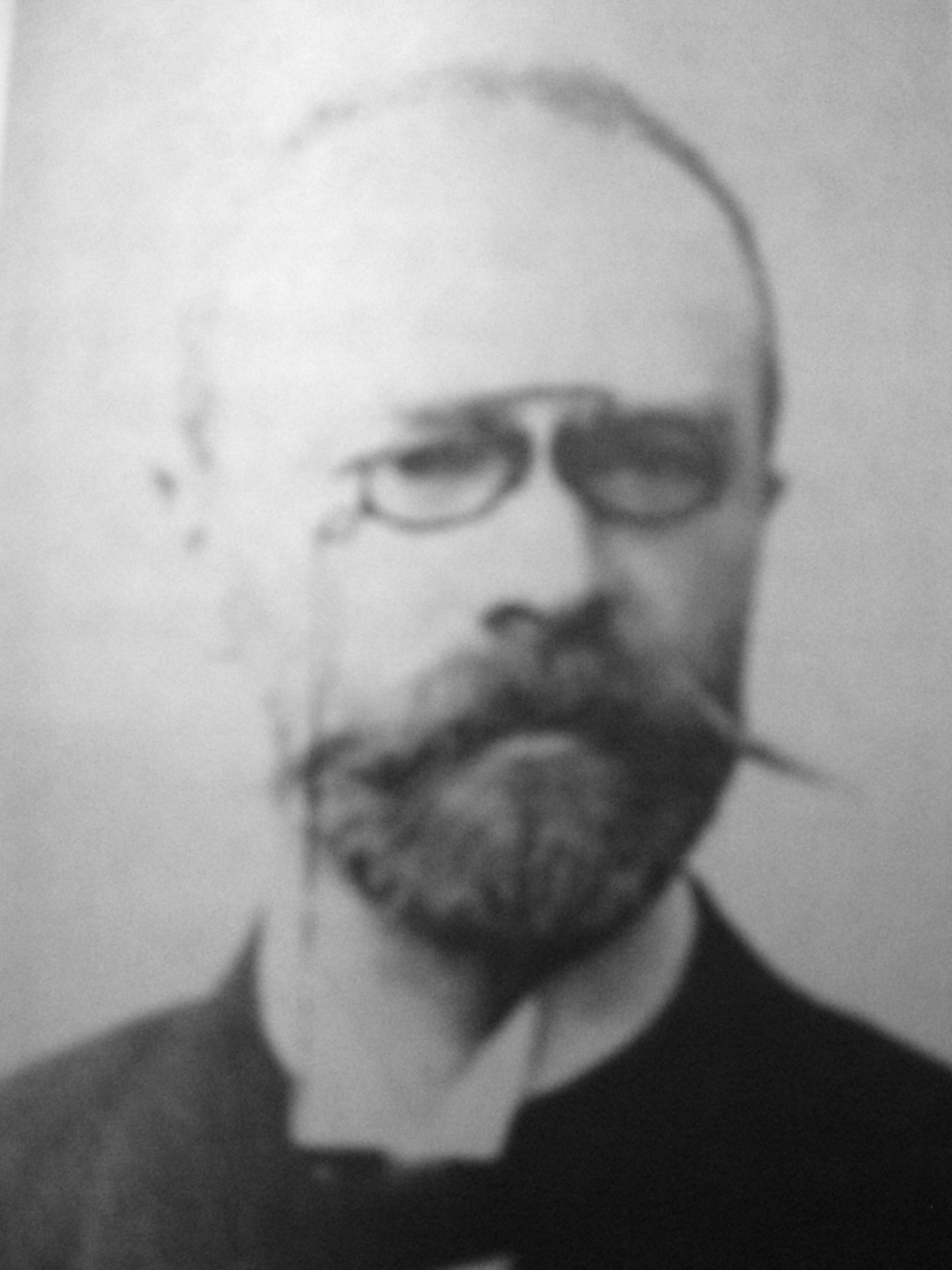
Jaroslav Goll († 1929)

- 1123 – Dluhomil, hradský správce a možný předek rodu Bavorů ze Strakonic (* ?)
- 1597 – Jan Gryll z Gryllova, rakovnický primátor a humanistický spisovatel (* 1525)
- 1623 – Jan Čejka z Olbramovic, šlechtic (* 1565/1566)
- 1751 – Václav Špaček, barokní architekt a stavitel (* 1689)
- 1814 – Maxmilián Inigo z Ehrenburgu, šlechtic (* 17. srpna 1735)
- 1871 – František Šípek, poslanec Českého zemského sněmu (* 8. září 1822)
- 1878 – Friedrich Pelikan, poslanec Moravského zemského sněmu (* 31. května 1823)
- 1880 – Josef Ambrož Gabriel, právník, spisovatel a politik (* 4. prosince 1820)
- 1894 – Václav Černý, herec, básník a překladatel (* 23. dubna 1863)
- 1907 – Antonín Klug, teolog a děkan teologické fakulty v Olomouci (* 24. dubna 1835)
- 1922 – Josef Pšenička, poslanec Národního Shromáždění (* 25. srpna 1889)
- 1924
  - Josef Šlechta, kněz, probošt mělnický (* 13. prosince 1856)
  - František Sitenský, přírodovědec, zemědělský odborník (* 2. listopadu 1851)
- 1926 – Karel Václav Rais, spisovatel (* 4. ledna 1859)
- 1929 – Jaroslav Goll, historik (* 14. července 1846)
- 1932 – Egon Winternitz, mlynář, podnikatel a spolkový činovník židovského původu (* 13. října 1871)
- 1935 – Ignát Herrmann, spisovatel (* 12. srpna 1854)
- 1936
  - Rudolf Koppitz, česko-rakouský fotograf (* 3. ledna 1884)
  - Alexis Stuchlík, houslista, barytonista a hudební pedagog (* 29. října 1875)
- 1937 – František Schöbl, generál Československé armády (* 6. června 1868)
- 1940
  - Jan Sadílek, legionář a odbojář (* 16. května 1884)
  - Josef Povondra, major četnictva, zakladatel první daktyloskopické sbírky (* 14. března 1871)
- 1942 – Josef Zmek, generál a československý legionář (* 16. října 1889)
- 1943
  - Benedikt Blatný, pilot 311. československé bombardovací perutě RAF (* 21. března 1914)
  - Josef Bojas, protektorátní četník a odbojář popravený nacisty (* 25. března 1901)
  - František Famfulík, vrchní četnický strážmistr, popraven nacisty (* 30. ledna 1910)
  - Jan Jirásek, štábní strážmistra četnictva, popraven nacisty (* 10. května 1905)
  - František Rajmon, protinacistický odbojář, popraven nacisty (* 25. října 1892)
- 1947 – Vojtěch Šimek, hokejista (* 1899/1900)
- 1950 – Otto Francl, příslušník československých legií v Rusku (* 10. června 1896)
- 1952
  - Josef Ludvík, převaděč a oběť komunistického režimu (* 21. října 1912)
  - Vladimír Palma, převaděč a oběť komunistického režimu (* 8. ledna 1927)
  - Adolf Zeman, spisovatel a historik, legionář (* 24. ledna 1882)
- 1955
  - Staša Jílovská, novinářka, redaktorka, překladatelka (* 20. února 1898)
  - Božena Fialová-Nevšímalová, jedna z prvních českých lékařek (* 13. dubna 1885)
  - Václav Letošník, archiovář a historik (* 1. února 1891)
- 1957 – Karel Václav Petřík, československý generál (* 16. srpna 1885)
- 1958 – Pavel Eisner, překladatel (* 16. ledna 1889)
- 1963 – Rudolf Kirs, violoncellista (* 16. června 1915)
- 1964 – Severin Ondřej, architekt (* 8. ledna 1889)
- 1970
  - Vladimír Kajdoš, československý generál, politik a ministr (* 21. února 1893)
  - Otto Peters, malíř (* 5. října 1882)
- 1974 – Jaroslav Vojna, malíř (* 3. května 1909)
- 1976 – Jaromír Horáček, regionální spisovatel a vlastivědný pracovník (* 3. října 1900)
- 1977 – Jaroslav Tumlíř, spisovatel, dramatik, divadelní dramaturg (* 28. listopadu 1902)
- 1979
  - Miloslav Cink, pedagog a textař (* 12. října 1909)
  - Vasil Valo, komunistický normalizační politik (* 24. dubna 1921)
- 1983 – František Novák, lidovecký politik, politický vězeň 50. let (* 20. listopadu 1906)
- 1984 – Josef Kratochvíl, fotbalový reprezentant (* 9. února 1905)
- 1985 – Radim Kalfus, cestovatel, humanitární pracovník (* 23. leden 1920)
- 1989 – František Kaláb, voják a veterán 2. světové války (* 1. května 1913)
- 1994 – Jan Březina, vysokoškolský pedagog, filozof a překladatel z němčiny (* 5. února 1930)
- 1998 – Miloslav Kořínek, slovenský hudební skladatel českého původu (* 29. ledna 1925)
- 2000
  - Vladimír Doležal, fotbalový brankář (* 17. května 1918)
  - Roman Havlík, grafik, malíř, kreslíř a kaligraf (* 22. prosince 1952)
- 2001 – František Hobizal, kněz a spisovatel (* 10. března 1933)
- 2004
  - Jaroslav Huleš, motocyklový závodník (* 2. července 1974)
  - Bohumil Böhm, architekt (* 1. února 1926)
- 2005 – Jaroslav Anděl, právník a antikomunista (* 30. března 1905)
- 2007 – Jindřich Feld, hudební skladatel (* 19. února 1925)
- 2009 – Evžen Krob, volejbalista (* 19. dubna 1926)
- 2011 – Mojmír Trávníček, literární kritik a editor (* 17. prosince 1931)
- 2012 – Jiří Havel, politik a poslanec europarlamentu (* 20. srpna 1957)
- 2014 – František Huml, fotbalista a sportovní novinář (* 20. prosince 1944)
- 2016
  - Stanislav Bečička, římskokatolický duchovní, člen dominikánského řádu (* 4. února 1926)
  - Milan Myška, historik (* 13. dubna 1933)
- 2017 – Václav Halama, fotbalista a trenér (* 4. listopadu 1940)

### Svět

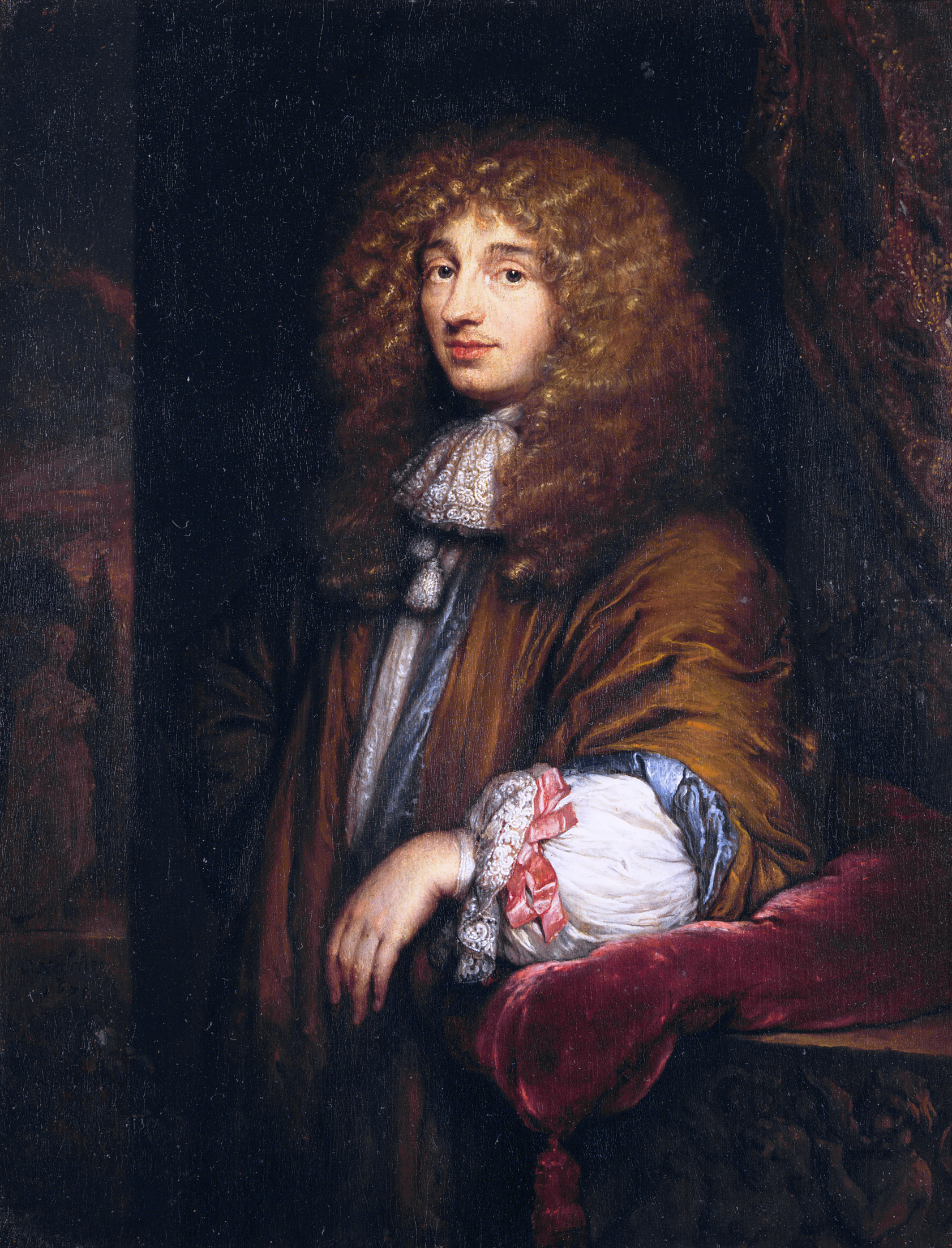
Christiaan Huygens († 1695)

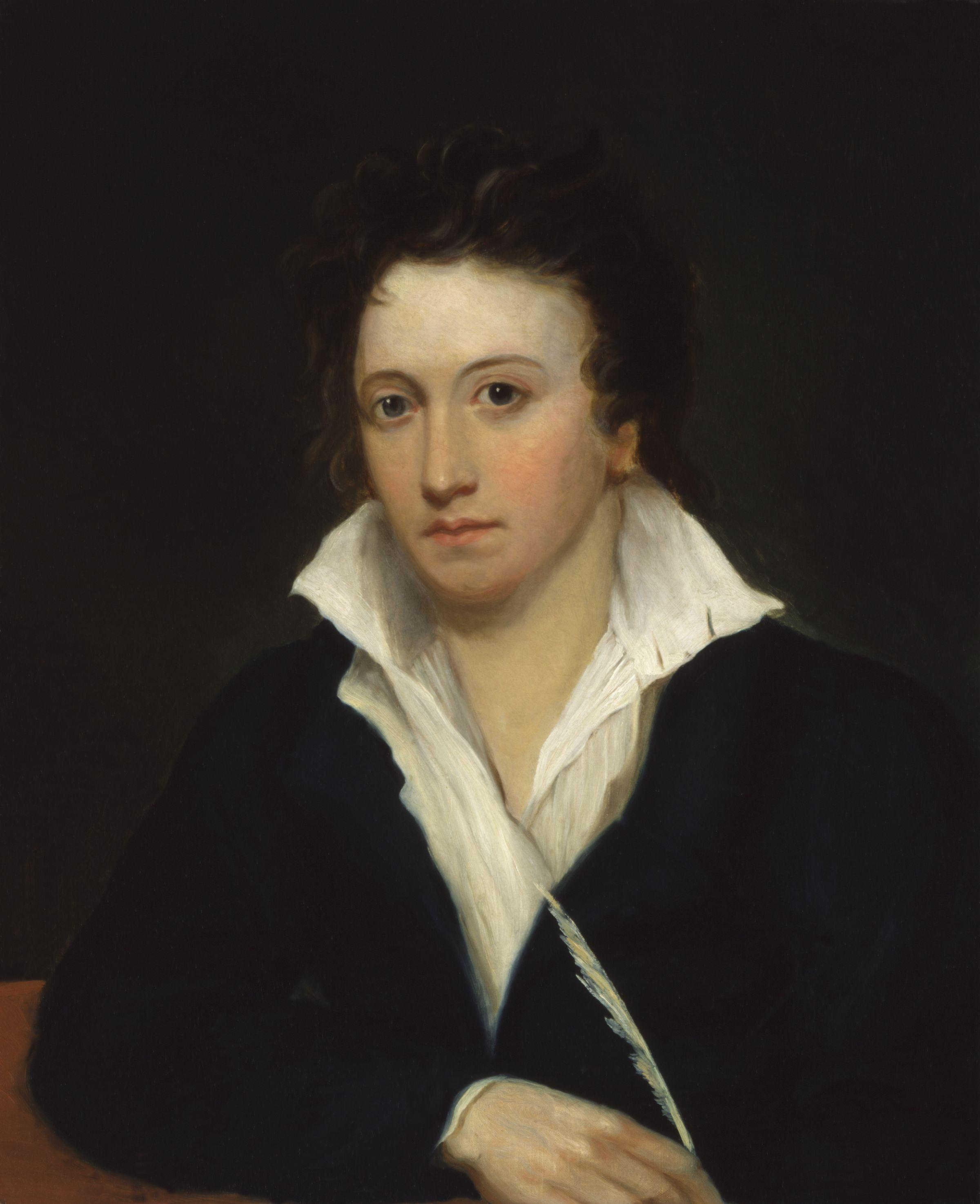
Percy Bysshe Shelley († 1822)

Kim Ir-sen († 1994)

- 0810 – Pipin Italský, italský král, syn Karla Velikého (* asi 777)
- 0885 – Hadrián III., 109. papež (* ?)
- 0975 – Edgar, anglický král (*cca 943)
- 1115 – Petr Poustevník, francouzský mnich a lidový kazatel (* kolem 1050)
- 1153 – Evžen III., papež (* ?)
- 1253 – Theobald I. Navarrský, král navarrský (* 30. května 1201)
- 1336 – Alžběta Portugalská, aragonská pricenza, portugalská královna (* 4. ledna 1271)
- 1422 – Michaela z Valois, burgundská vévodkyně (* 11. ledna 1395)
- 1425 – Elizabeth Fitzalan, vévodkyně z Norfolku (* 1366)
- 1439 – Ču Jou-tun, kníže z Čou, čínský básník a spisovatel (* 7. února 1379)
- 1519 – Leonhard von Keutschach, rakouský arcibiskup v Salzburgu (* asi 1442)
- 1538 – Diego de Almagro, španělský conquistador (* 1475)
- 1583 – Fernão Mendes Pinto, portugalský dobrodruh, cestovatel a spisovatel (* 1509/1514)
- 1609 – Ludovico de Torres, italský kardinál (* 1552)
- 1617 – Galigai, maršálka z Ancre, soukojenkyně Marie Medicejské (* 19. května 1568)
- 1623 – Řehoř XV., papež (* 1554)
- 1651 – Charlotte des Essarts, milenka francouzského krále Jindřicha IV. (* asi 1580)
- 1676 – František I. Rákóczi, uherský šlechtic, sedmihradský kníže (* 24. února 1645)
- 1687 – Johann Franz von Preysing, knížecí biskup z Chiemsee (* 23. února 1615)
- 1695 – Christiaan Huygens, nizozemský vědec (* 14. dubna 1629)
- 1721 – Elihu Yale, mecenáš Yaleovy univerzity (* 5. dubna 1649)
- 1726 – Antonio Maria Bononcini, italský violoncellista a hudební skladatel (* 18. června 1677)
- 1754 – Sylvius Kreutz, rakouský zvonař (* asi 1671)
- 1766 – Marie Viktorie Savojská, italská šlechtična a kněžna z Carignana (* 9. února 1690)
- 1784 – Torbern Bergman, švédský mineralog a chemik (* 20. březen 1735)
- 1796 – Adam Naruszewicz, polský osvícenský literát, básník, překladatel (* 20. října 1733)
- 1822 – Percy Bysshe Shelley, anglický básník (* 4. srpna 1792)
- 1827 – Robert Surcouf, francouzský korzár (* 12. prosince 1773)
- 1801 – Andreas Everardus van Braam Houckgeest, nizozemský obchodník a diplomat (* 1. listopadu 1739)
- 1803 – Frederick Hervey, 4. hrabě z Bristolu, britský církevní hodnostář a šlechtic (* 1. srpna 1730)
- 1822 – Percy Bysshe Shelley, anglický básník, dramatik, prozaik a překladatel (* 4. srpna 1792)
- 1823 – Henry Raeburn, skotský romantický portrétní malíř (* 4. března 1756)
- 1827 – Robert Surcouf, francouzský korzár (* 12. prosince 1773)
- 1839 – Milan Obrenović II., srbský kníže (* 21. října 1819)
- 1842 – Elizabeth Armistead, britská kurtizána (* 11. července 1750)
- 1848 – Marie od svatého Petra a Svaté Rodiny, francouzská karmelitánka (* 4. října 1816)
- 1850 – Adolf z Cambridge, britský šlechtic a syn krále Jiřího III. (* 24. února 1774)
- 1853
  - Karel Fridrich Sasko-Výmarsko-Eisenašský, německý šlechtic (* 2. února 1783)
  - Štěpán Zichy, uherský šlechtic a rakouský diplomat (* 13. dubna 1780)
- 1854 – František Josef z Ditrichštejna, šlechtic (* 28. dubna 1767)
- 1859 – Oskar I., švédský a norský král (* 4. července 1799)
- 1862 – Engelbert Maximilian Selinger, rakouský právník a politik (* 13. října 1801)
- 1863 – Francis Patrick Kenrick, americký katolický arcibiskup (* 3. prosince 1796)
- 1866 – Joseph Hippolyte Guibert, francouzský arcibiskup a kardinál (* 13. prosince 1802)
- 1873 – Franz Xaver Winterhalter, německý malíř (* 20. dubna 1805)
- 1875 – Christian Ruben, rakouský malíř (* 30. listopadu 1805)
- 1886 – Joseph Hippolyte Guibert, francouzský kněz, arcibiskup v Tours (* 13. prosince 1802)
- 1889 – Gerard Manley Hopkins, anglický jezuita, teolog, filolog a básník (* 28. června 1844)
- 1890 – Maurus Wolter, německý římskokatolický duchovní (* 4. června 1825)
- 1894 – Ludwik Szaciński, polský fotograf, účastník lednového povstání a emigrant (* 6. dubna 1844)
- 1895 – Johann Josef Loschmidt, rakouský chemik a fyzik (* 15. března 1821)
- 1896 – Johann Jakob Weilenmann, švýcarský alpinista (* 24. ledna 1819)
- 1898 – Soapy Smith, americký gangster (* 2. listopadu 1860)
- 1902 – Josef von Neupauer, rakouský politik (* 15. dubna 1806)
- 1917 – Tom Thomson, kanadský malíř (* 5. srpna 1877)
- 1922 – Ógai Mori, japonský vojenský lékař, překladatel (* 17. února 1862)
- 1923 – Frank Mason Robinson, autor názvu Coca-Coly (* 12. září 1845)
- 1927 – Max Hoffmann, důstojník v německé císařské armádě (* 25. ledna 1869)
- 1928 – August Stauda, rakouský fotograf (* 19. července 1861)
- 1932
  - Alexandr Grin, ruský sovětský spisovatel (* 23. srpna 1880)
  - Leopold Baumhorn, maďarský židovský architekt (* 28. prosince 1860)
- 1935 – Samuel Cambel, slovenský spisovatel a úředník (* 25. dubna 1883)
- 1936 – Rudolf Koppitz, rakouský fotograf českého původu (* 3. ledna 1884)
- 1937
  - Diana Abgar, arménská spisovatelka a diplomatka (* 12. října 1859)
  - Aksel Bakunc, arménský prozaik a scenárista (* 13. června 1899)
- 1939 – Havelock Ellis, anglický sexuolog (* 2. února 1859)
- 1942 – Louis Franchet d'Espèrey, francouzský generál, veterán 1. světové války (* 25. května 1856)
- 1943 – Jean Moulin, francouzský hrdina, vůdce odboje (* 1899)
- 1944 – Takeo Takagi, viceadmirál Japonského císařského námořnictva (* 25. ledna 1892)
- 1946
  - Alexandr Vasiljevič Alexandrov, ruský hudební skladatel (* 13. dubna 1883)
  - Józef Mehoffer, polský malíř a dekorativní umělec (* 19. března 1869)
- 1947 – Toni Arens-Tepe, nizozemská fotografka (* 10. června 1883)
- 1948 – George Mehnert, americký zápasník, olympijský vítěz (* 3. listopadu 1882)
- 1950 – Othmar Spann, rakouský konzervativní filozof, sociolog a ekonom (* 1. října 1878)
- 1951 – Walter Trier, německý ilustrátor (* 25. června 1890)
- 1956
  - Giovanni Papini, italský novinář, esejista (* 9. ledna 1881)
  - Panagiotis Paraskevopoulos, řecký lékař a atlet (* 1875)
- 1957 – Grace Coolidgeová, manželka 30. prezidenta USA Calvina Coolidge (* 3. ledna 1879)
- 1962 – Georges Bataille, francouzský myslitel, esejista a spisovatel (* 10. září 1897)
- 1966 – Leopold Fugger von Babenhausen, německý důstojník (* 18. července 1893)
- 1967 – Vivien Leighová, anglická herečka (* 5. listopadu 1913)
- 1969
  - Filipp Sergejevič Okťabrskij, sovětský admirál, Hrdina Sovětského svazu (* 23. října 1899)
  - Maurice G. Hindus, rusko-americký spisovatel (* 27. února 1891)
- 1971 – Kurt Reidemeister, německý matematik (* 13. října 1893)
- 1972 – Ghassán Kanafání, palestinský spisovatel a politik (* 8. dubna 1936)
- 1973
  - Gene L. Coon, americký scenárista a producent (* 7. ledna 1924)
  - Ben Cijon Dinur, rabín a izraelský politik (* 2. ledna 1884)
- 1974 – James Bausch, americký olympijský vítěz v desetiboji (* 29. března 1906)
- 1975 – Lennart Skoglund, švédský fotbalista (* 24. prosince 1929)
- 1979
  - Robert Burns Woodward, americký organický chemik, Nobelova cena za chemii 1965 (* 10. dubna 1917)
  - Fred Erismann, švýcarský divadelní, portrétní a kulturní fotograf (* 17. ledna 1891)
  - Šin’ičiró Tomonaga, japonský fyzik, Nobelova cena za fyziku 1965 (* 31. března 1906)
- 1980 – Hans-Joachim Schoeps, německý historik židovského původu (* 30. ledna 1909)
- 1982 – Virginia Hallová, britská tajná agentka působící za 2. světové války v Evropě (* 6. dubna 1906)
- 1984 – Brassaï, maďarský fotograf a sochař (* 9. září 1899)
- 1985 – Simon Kuznets, americký ekonom, Nobelova cena 1971 (* 30. dubna 1901)
- 1987 – Franjo Wölfl, chorvatský fotbalista (* 18. května 1918)
- 1988 – Olga Hayduk, sudetoněmecká malířka (* 18. listopadu 1896)
- 1993
  - Henry Hazlitt, americký filosof, ekonom a novinář (* 28. listopadu 1894)
  - Paul Sharits, americký experimentální filmový režisér (* 7. února 1943)
- 1994 – Kim Ir-sen, severokorejský vládce (* 1912)
- 1995 – Pál Kovács, maďarský sportovní šermíř (* 7. červenec 1912)
- 1997 – Tibor Magyar, slovenský fotbalista (* 9. května 1935)
- 1998
  - Miloslav Kořínek, slovenský hudební skladatel a pedagog českého původu (* 29. ledna 1925)
  - Dušan Vukotić, chorvatský kreslíř a animátor (* 7. února 1927)
- 1999 – Charles Conrad, americký pilot a astronaut (* 2. června 1930)
- 2000 – FM-2030, Fereidoun M. Esfandiary, americko-íránský transhumanistický filozof a futurolog (* 15. října 1930)
- 2001
  - Christl Haasová, rakouská reprezentantka v alpském lyžování (* 19. září 1943)
  - Ťia Lan-pcho, čínský paleontolog (* 25. listopadu 1908)
- 2003
  - Lewis Coser, americký sociolog (* 27. listopadu 1913)
  - Ladan a Laleh Bijaniovy, íránské právničky a siamská dvojčata spojená hlavami (* 17. ledna 1974)
- 2006 – Catherine Leroy, francouzsko-americká fotožurnalistka a válečná fotografka (* 12. srpna 1944)
- 2007 – Čandra Šékhar, indický premiér (* 1. července 1927)
- 2008 – John Templeton, britský akciový investor, obchodník a filantrop (* 29. listopadu 1912)
- 2011 – Betty Fordová, manželka 38. prezidenta USA Geralda Forda (* 8. dubna 1918)
- 2012
  - Ernest Borgnine, americký herec (* 24. ledna 1917)
  - William Innes Homer, americký historik umění a spisovatel (* 8. listopadu 1929)
  - Milan Riedl, slovenský fotbalista (* 2. září 1921)
- 2014 – Juraj Horváth, slovenský ústavní soudce (* 24. duben 1947)
- 2015
  - Irwin Keyes, americký komik, herec, a zpěvák (* 16. března 1952)
  - Jo'aš Cidon, izraelský vojenský letec a politik (* 28. listopadu 1926)
- 2016 – Jacques Rouffio, francouzský režisér (* 14. srpna 1938)
- 2017 – Elsa Martinelliová, italská herečka a modelka (* 30. ledna 1935)
- 2018
  - Vojtech Dangl, slovenský historik (* 15. dubna 1937)
  - Alan Gilzean, skotský fotbalista (* 22. října 1938)
- 2019 – Greg Johnson, kanadský hokejový útočník (* 6. března 1971)
- 2020
  - Alex Pullin, australský snowboarder a olympionik (* 20. září 1987)
  - Finn Christian Jagge, norský lyžař a olympijský vítěz (* 4. dubna 1966)
  - Naya Rivera, americká herečka a zpěvačka (* 12. ledna 1987)
- 2022
  - Šinzó Abe, japonský politik a premiér (* 21. září 1954)
  - Luis Echeverría, bývalý mexický prezident (* 17. ledna 1922)
  - José Eduardo dos Santos, angolský politik, druhý prezident Angoly (* 28. srpna 1942)

## Svátky

### Česko
- Nora
- Kilián
- Perikles
- Edgar
- Priscila, Priska

### Svět
- Dnešního dne začínal podle keltského kalendáře měsíc cesmíny Tinne
- Jihoafrická republika: Den rodiny
- Svazijsko: Reed Dance Day
- Ukrajina: Den letectva a vzdušných obranných sil

### Liturgický kalendář
- Abda a Sabas
- Auspicius z Tieru
- sv. Kilián
- Sv. Evžen

| 8. červenec v pražském KlementinuÚdaje jsou platné k 8. 7. 2025. | 8. červenec v pražském KlementinuÚdaje jsou platné k 8. 7. 2025. | 8. červenec v pražském KlementinuÚdaje jsou platné k 8. 7. 2025. |
| minimum                                                          | denní průměr                                                     | maximum                                                          |
| ---------------------------------------------------------------- | ---------------------------------------------------------------- | ---------------------------------------------------------------- |
| 8,8 °C (1780)                                                    | 19,4 °C (od 1961)                                                | 35,0 °C (1845)                                                   |